# Julidochromis transcriptus
The masked julie (Julidochromis transcriptus) là một loài cá thuộc họ Cichlidae. Nó là loài đặc hữu của hồ Tanganyika in Africa nơi Loài này có ở Burundi và Cộng hòa Dân chủ Congo.Julidochromis transcriptus là một dwarf Julidochromis species.